# Zuazo de Cuartango
Zuazo de Cuartango (oficialmente Zuhatzu Kuartango) es un concejo y capital del municipio de Cuartango, en la provincia de Álava, España.

## Historia
Hacia mediados del siglo XIX, el lugar, ya por entonces perteneciente a Cuartango, tenía contabilizada una población de 45 habitantes. Aparece descrito en el decimosexto y último volumen del Diccionario geográfico-estadístico-histórico de España y sus posesiones de Ultramar de Pascual Madoz con las siguientes palabras:

ZUAZO: l. del ayunt. de Cuartango, en la prov. de Alava (á Vitoria 4 leg.), part. jud. de Añana (2), aud. terr. de Búrgos (20), c. g. de las Provincias Vascongadas, dióc. de Calahorra (20). sit. en el declive que forma una elevada colina; clima frio; reina el viento N. y se padecen constipados. Tiene 10 casas; escuela de primera educacion para ambos sexos; igl. parr. (San Pedro) servida por un beneficiado, y para surtido del l. varias fuentes de aguas comunes y una mineral. El térm. confina N. Urbina de Eza; E. sierra de Badaya; S. Apricano, y O. Jocano; comprendiendo dentro de su circunferencia parte de la espresada sierra. El terreno es regular; le atraviesa el r. Bayas, que desagua en el Ebro. caminos: el que conduce á Castilla y Vizcaya, en mediano estado: el correo se recibe de Orduña. prod.: trigo, cebada, avena, habas, lentejas y patatas; cria de ganado mular, vacuno, lanar y cabrio; caza de zorras, liebres, perdices y tordas; pesca de truchas, barbos, anguilas y loinas. ind.: ademas de la agricultura y ganaderia hay un molino harinero. pobl.: 7 vec., 45 alm. contr.: con su ayuntamiento (V.).
(Madoz, 1850, p. 673)

En 2022, tenía empadronados 184 habitantes.

## Demografía
| Gráfica de evolución demográfica de Zuazo de Cuartango entre 2000 y 2017 |
|                                                                          |
| Población de derecho según los censos de población del INE.              |

## Patrimonio
Hay en el concejo una iglesia de San Pedro.